# ハスパール・ヘファルツィウスの肖像
『ハスパール・ヘファルツィウスの肖像』（ハスパール・ヘファルツィウスのしょうぞう、蘭: Jan-Gaspard Gevartius、英: Jan-Gaspard Gevartius）は、フランドルのバロック期の巨匠ピーテル・パウル・ルーベンスが1628-1631年に板上に油彩で制作した肖像画である。モデルの人物ハスパール・ヘファルツィウス (1593-1666年) は、本名へファールツ (Gevaerts) をラテン語的にへファルツィウスに変えた古典学者であった。彼はアントウェルペン市の書記官でもあり、ルーベンスの友人であった。作品は1875年に寄贈されて以来、アントワープ王立美術館に所蔵されている。

## 作品
ハスパール・へファルツィウスはルーベンスが外交活動のために家を離れていた1628-1630年の間、彼の息子たちの後見と教育を任されていた。また、アントウェルペンの書記官として、へファルツィウスは1635年に新たにネーデルラント総督に就任したフェルナンド・デ・アウストリアのアントウェルペンの入市式 (Pompa Introitus Ferdinandi) に際して寓意的プログラムの作成でルーベンスに協力しており、ルーベンスのラテン語の墓碑銘も彼の起草になる。
画中のへファルツィウスは、鷲ペンとノート、哲人の古代ローマ皇帝マルクス・アウレリウスの胸像 (アウレリウスの著作がへファルツィウスの主要研究課題であった)、棚の書物等により学者であることが示されている。本作は、執筆中の彼が鑑賞者の存在に気づいてふと手を止め、鑑賞者のほうを見るという瞬間性の表現に新しさがあり、頭部や手の血の通った表現によっても人物の存在感が高められている。
とはいえ、アトリビュート (人物を特定するもの) や環境の描写を通じてモデルの人物の職業、地位を表すのはバロック的なものではなく16世紀以来の肖像画の常套手段であり、書斎で執筆中の姿というのは学者を描く場合の「類型」であった。基本的に、本作は個人よりも類型を強調する伝統に結びついているのである。